# Kalakorikos

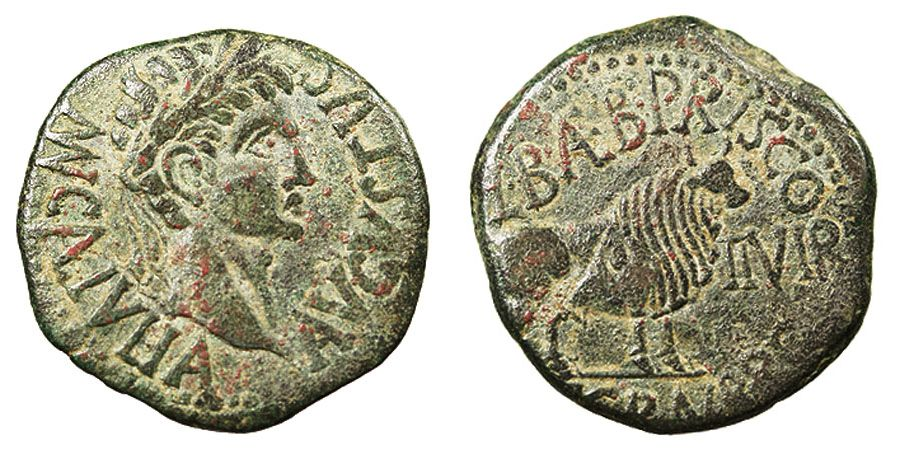
As de Calagurris

La ceca de Kalakorikos fue un centro de fabricación de moneda. Kalakorikos era una ciudad celtibérica situada en el norte de la península ibérica que presuntamente fue ocupada después o incorporada a su territorio por los vascones, siendo que hacia el 76 a. C. Estrabón la cita como ciudad vascona, el primero en hacerlo. Hoy en día es la ciudad de Calahorra. 
Las primeras informaciones sobre esta ciudad como centro celtibérico son de los tiempos de la guerra sertoriana. Al final del siglo I a. C., la ciudad fue promovida jurídicamente por los romanos y se convirtió en el municipio Calagurris Iulia. 

## Tipologías
En su fase ibérica, la ceca de Kalakorikos no presenta muchas diferencias con respecto a las otras cecas celtibéricas de la misma zona en lo que concierne al tipo, a la medida ni al sistema de escritura. 
La efigie viril del anverso de las monedas aparece imberbe solo en las cecas celtibéricas de Kalakorikos y Arekoratas (hoy, Ágreda); en otras cecas, el retrato se presenta con barba. Pero a pesar de esta característica común, en el reverso de los ejemplares de Arekoratas hay un delfín detrás, mientras que en los de Kalakorikos hay una estrella de cinco puntas. El símbolo del astro es resultado del influjo púnico y procede del mundo babilónico, pero todavía no se conocen las razones por las que se introdujo en tierra celtibérica este tipo de estrella.
La ceca de Kalakorikos emitía monedas de bronce en la segunda mitad del siglo II a. C., y Kalakorikos es el topónimo que se lee en todas las monedas.
Durante el periodo ibérico, se acuñaron tres emisiones monetarias, según Villaronga:

### Primera emisión (segunda mitad del s. II a.C.)
- Ae (15,47 g) unidad.[3] Símbolo creciente con estrella y delfín.
- Anv = Cabeza masculina a derecha con cuello vestido; delante, creciente con estrella de cuatro puntas; detrás delfín.
- Rev = Jinete lancero a derecha; debajo, en arco, ka.l.a.ko.r.i.ko.s

### Segunda emisión
- Ae (12,32 g) unidad. Símbolo creciente con estrella de cinco puntas y delfín.
- Anv = Cabeza masculina a derecha con cuello vestido; delante, creciente con estrella de cinco puntas; detrás delfín.
- Rev = Jinete lancero a derecha, debajo, en arco, ka.l.ako.r.iko.s

### Tercera emisión
- Ae (11,84 g) unidad. Símbolo creciente con estrella de cinco puntas y delfín.
- Anv = Cabeza masculina a derecha con collar punteado; delante, creciente con estrella de cinco puntas; detrás, delfín.
- Rev = Jinete lancero a derecha; debajo, en arco Ka.l.a.ko.r.i.ko.s

- Ae (6,74 g) mitad.
- Anv = Semejante
- Rev = Caballo galopando a derecha con rienda suelta; debajo, en arco, Ka.l.a.ko.r.i.ko.s

## Cronología
Observando las leyendas de las monedas, podemos saber que la ceca de la ciudad vivió dos períodos de acuñaciones: 
- Un primer período en el que se acuñó moneda ibérica, durante la segunda mitad del siglo II a. C. y quizás al principio del I a. C. En este período se adoptó un sistema metrológico romano. Este período debió de terminar con la guerra sertoriana, de la cual tenemos algunas menciones en la literatura latina en obras de Tito Livio, Apiano y Valerio Máximo.

- Una segunda fase, romana, que corresponde a la época de Octaviano (después del 45 a. C.) y que se prolongó hasta los últimos tiempos del triunvirato y dejó de funcionar después de Tiberio.[4]

Según María Ruiz Trapero, de la ciudad quedan 1.127 ejemplares, entre monedas ibéricas y romanas, estudiados en treinta y dos colecciones oficiales y particulares, nacionales y extranjeras. Solo 30 ejemplares pertenecen a la serie ibérica. La causa de la escasez de ases y semises con el rótulo "kalakorikos" se debe a que antes de la guerra sertoriana la ciudad acuñó poco, y, después, fue destruida por los pompeyanos en el siglo I a. C.